# Ål (Norge)
 For alternative betydninger, se Ål (flertydig). (Se også artikler, som begynder med Ål)
Ål er en kommune i Buskerud fylke i Norge.
Den ligger i Hallingdal mellem Gol og Geilo, grænser i nord til Lærdal og Hemsedal, i øst til Gol og Nes, i syd til Nore og Uvdal, og i vest til Hol. Kommunen omfatter Hallingdal fra Trillhus til Kleiva med sidedalen Votnadalføret og fjeldstrøgene omkring; i nordvest omfatter kommunen dele af fjeldområdet Skarvheimen. Højeste punkt er Raubergnuten der er 1.819 moh.
Den var en del af  Viken fylke som blev etableret 1. januar 2020, men opløst fra 1. januar 2024.

## Areal og befolkning
De fleste af kommunens indbyggere bor i Ål Centrum (Sundre), Torpo, Votndalen og Leveld.
Nedre-Ål skole er den største børneskole i kommunen.
Der er flere kendte hytteområder i Ål, som Bergsjø, Skarslia, Votndalsåsen, Liatoppen, Torpo og Sangefjell.